# Міністерство оборони Албанії
Міністерство оборони (алб. Ministria e Mbrojtjes) — департамент уряду Албанії, який відповідає за формування та впровадження національної безпеки та впорядкування, координацію та виконання загальних вказівок Кабінету міністрів щодо оборонної політики, а також є штаб-квартирою Збройних Сил Албанії.
Міністр оборони Албанії є номінальним керівником усіх військових, який працює під керівництвом президента Албанії, який є головнокомандувачем Збройних Сил Албанії. Міністр оборони здійснює адміністративно-оперативне управління військовими. Збройні сили під керівництвом Міністерства оборони головним чином відповідають за забезпечення територіальної цілісності держави.

## Структура
Окрім трьох основних видів військ, до складу Міністерства оборони також входять численні менші установи. Зокрема: Орган державного експортного контролю, Військова експортно-імпортна компанія, Центр культури, ЗМІ та оборонних видань, Міжвідомчий центр морських операцій та Агентство безпеки оборонної розвідки. Ці установи, центри та офіси звітують перед міністром оборони.

### Орган державного експортного контролю
Орган державного експортного контролю (AKSHE) (албанською: Autoriteti i Kontrollit Shtetëror të Eksporteve) — це відомство якому доручений контроль над експортом, імпортом та транспортуванням військових товарів.

### Центр культури, ЗМІ та оборонних видань
Центр культури, ЗМІ та оборонних видань (QKMBM) (албанською: Qendra e Kulturës, Medias, Botimeve të Mbrojtjes, Muzeut dhe Shtëpive të Pushimit) — організація, що займається зв'язками з громадськістю та загальними комунікаціями Міністерства оборони. Вона складається з Дирекції зв'язків з громадськістю та комунікацій, Дирекції публікацій, Дирекції з питань відносин із громадою та Дирекції спортивної діяльності.

### Міжвідомчий центр морських операцій
Міжвідомчий центр морських операцій (IMOC) (албанською: Qendra Ndërinstitucionale Operacionale Detare) — це міжвідомче відомство, якому доручено керувати морською територією Албанії. Це співпраця між міністерствами оборони, внутрішніх справ, фінансів, охорони навколишнього середовища, транспорту, сільського господарства та туризму.

### Агентство безпеки оборонної розвідки
Агентство безпеки оборонної розвідки (DISA) (албанською: Agjencia e Inteligjencës dhe Sigurisë së Mbrojtjes (AISM)) — це військове розвідувальне відомство Міністерства оборони, яке забезпечує розвідку міністерству, а також збройним силам Албанії. Його діяльність регулюється Законом номер 65/2014.

## Підпорядковані установи
- Академія Збройних Сил
- Державний орган експортного контролю (AKSHE)
- Центр культури, ЗМІ та оборонних публікацій (QKMBM)
- Міжвідомчий центр морської операції (QNOD)

## Голови відомства (1912— сьогодні)
| Номер                       | Ім'я (албанською)    | Каденція          | Каденція          |
| Міністр війни (1912–1939)   |                      |                   |                   |
| 1                           | Mehmet Pashë Deralla | 4 грудня 1912     | 24 січня 1914     |
| 2                           | Esad Toptani         | 15 березня 1914   | 20 травня 1914    |
| 3                           | Jusuf Dibra          | 28 травня 1914    | 27 січня 1916     |
| 4                           | Ali Riza Kolonja     | 25 грудня 1918    | 14 листопада 1920 |
| 5                           | Selahudin Shkoza     | 19 листопада 1920 | 16 жовтня 1921    |
| 6                           | Mustafa Maksuti      | 16 жовтня 1921    | 6 грудня 1921     |
| 7                           | Zija Dibra           | 7 грудня 1921     | 12 грудня 1921    |
| 8                           | Shefik Kosturi       | 12 грудня 1921    | 24 грудня 1921    |
| 9                           | Ismail Haki Tatzati  | 24 грудня 1921    | 25 лютого 1924    |
| 10                          | Mustafa Aranitasi    | 30 березня 1924   | 10 червня 1924    |
| 11                          | Kasem Qafëzezi       | 16 червня 1924    | 23 грудня 1924    |
| 12                          | Xhemal Aranitasi     | 24 грудня 1924    | 7 квітня 1939     |
| Міністр оборони (1939–нині) |                      |                   |                   |
| 13                          | Aqif Përmeti         | 12 квітня 1939    | 28 квітня 1943    |
| 14                          | Prenk Pervizi        | 5 листопада 1943  | 24 жовтня 1944    |
| 15                          | Enver Hoxha          | 24 жовтня 1944    | 20 липня 1954     |
| 16                          | Beqir Balluku        | 20 липня 1954     | 28 жовтня 1974    |
| 17                          | Mehmet Shehu         | 28 жовтня 1974    | 18 грудня 1981    |
| 18                          | Kadri Hazbiu         | 15 січня 1982     | 23 листопада 1982 |
| 19                          | Prokop Murra         | 23 листопада 1982 | 21 лютого 1991    |
| 20                          | Kiço Mustaqi         | 22 лютого 1991    | 10 травня 1991    |
| 21                          | Ndriçim Karakaçi     | 11 травня 1991    | 4 червня 1991     |
| 22                          | Perikli Teta         | 11 червня 1991    | 6 грудня 1991     |
| 23                          | Alfred Moisiu        | 18 грудня 1991    | 13 квітня 1992    |
| 24                          | Safet Zhulali        | 13 квітня 1992    | 11 березня 1997   |
| 25                          | Shaqir Vukaj         | 11 березня 1997   | 24 липня 1997     |
| 26                          | Sabit Brokaj         | 25 липня 1997     | 23 квітня 1998    |
| 27                          | Luan Hajdaraga       | 23 квітня 1998    | 7 липня 2000      |
| 28                          | Ilir Gjoni           | 7 липня 2000      | 8 листопада 2000  |
| 29                          | Ismail Lleshi        | 8 листопада 2000  | 6 вересня 2001    |
| 30                          | Pandeli Majko        | 6 вересня 2001    | 29 січня 2002     |
| 31                          | Luan Rama            | 22 лютого 2002    | 25 липня 2002     |
| –                           | Pandeli Majko        | 29 липня 2002     | 1 вересня 2005    |
| 32                          | Fatmir Mediu         | 10 вересня 2005   | 17 березня 2008   |
| 33                          | Gazmend Oketa        | 18 березня 2008   | 17 вересня 2009   |
| 34                          | Arben Imami          | 17 вересня 2009   | 10 вересня 2013   |
| 35                          | Mimi Kodheli         | 15 вересня 2013   | 10 вересня 2017   |
| 36                          | Olta Xhaçka          | 13 вересня 2017   | 31 грудня 2020    |
| 37                          | Niko Peleshi         | 4 січня 2021      | Діючий            |